# Henry Armstrong (Boxer)
Henry Armstrong, eigentlich Henry Melody Jackson Jr. (* 12. Dezember 1912 in Columbus, Mississippi; † 22. Oktober 1988 in Los Angeles, Kalifornien), war ein US-amerikanischer Box-Sportler.
Armstrong war das elfte von fünfzehn Kindern, sein Vater Henry senior war ein Schwarzer mit indianischem und irischem Blut. Seine Mutter America war Halbindianerin (Cherokee).
Sein Profidebüt verlor er unter dem Namen Melody Jackson 1931 durch K. o., weil er wegen der Depressionszeit praktisch nichts gegessen hatte. Er ließ sich kurzzeitig reamateurisieren, wurde dann unter dem Namen „Henry Armstrong“ endgültig Profi. Er verlor auch jetzt einige seiner Anfangskämpfe, allerdings nur nach Punkten.
Allein im Jahr 1937 boxte der klassische Pressure Fighter 27 mal, gewann alle Kämpfe, 26 davon durch K. o. Am 29. Oktober 1937 gewann er dabei den Weltmeistertitel im Federgewicht durch K. o. in der sechsten Runde über Petey Sarron. 1938 erlangte er auch noch den Weltergewichtstitel gegen Barney Ross sowie den Leichtgewichtstitel gegen Lou Ambers.
Er boxte weitgehend im Weltergewicht, wog aber als Leichtgewicht ein. Das Ring Magazine bezeichnet Armstrong als besten Weltergewichtler aller Zeiten.
Seine Niederlage im Mittelgewichtstitelkampf 1940 gegen Ceferino Garcia, den er im Weltergewicht schon mal geschlagen hatte, gilt als Fehlurteil.
1940 verlor er seinen Weltertitel an Fritzie Zivic, der ihn im Rückkampf sogar vorzeitig schlug, die einzige K. o.-Niederlage seiner Karriere nach jener in seinem Profidebüt. Er besiegte zwar 1942 ein weiteres Mal Zivic in einem Nichttitelkampf, dennoch begann sein Leistungsvermögen nun nachzulassen. Bei seiner Niederlage gegen den neuen Weltergewichtsstar Sugar Ray Robinson 1943 war er schon lange nicht mehr der Alte. 1945 beendete Armstrong seine Karriere.
1990 fand Armstrong Aufnahme in die International Boxing Hall of Fame.